# Ataúlfo Argenta
Ataúlfo Argenta, de seu completo nome Ataúlfo Exuperio Martín de Argenta Maza, (Castro Urdiales, Cantábria, 21 de Novembro de 1913 — Madrid, 1958) foi um pianista, compositor e conductor de orquestras espanhol, filho único de um nobre castelhano de nome Don Juan Martín Argenta y Doña Laura Maza.
Trasladou-se, em 1927, para Madrid, onde ingressou numa escola de música. Destacou-se ali como um belo pianista. Posteriormente, trasladou-se para a Bélgica, onde estudou com A. Marsick.
Em 1947 é nomeado condutor da Orquestra Nacional de Espanha, com a qual obtém inúmeros sucessos. Especialista em música romântica alemã e espanhola, foi antecedido na condução da maior orquestra de Espanha por Bartolomé Pérez Casas e sucedido por Rafael Frühbeck de Burgos.
A sublime carreira de Argenta culminou aquando da sua distinção com a Cruz de Isabel, a Católica e da nomeação como académico de Belas-Artes, no ano de 1956. Faleceu em Madrid, cerca de dois anos depois.